# Brill Building
El Brill Building (erigit el 1931 com el Alan E. Lefcourt Building i dissenyat per Victor Bark Jr.) és un immoble localitzat al 1.619 de Broadway a Nova York, al nord de Times Square. Als anys que segueixen la fi de la Segona Guerra Mundial, esdevé un dels centres d'activitat més intensos de la indústria de la música popular americana, als sectors de l'edició i del songwriting.

## Orígens
L'edifici procedeix d'una botiga de roba situada a la planta baixa, propietat dels germans Brill (Brill Brothers), que aleshores van recomprar els locals i l'immoble sencer.

## Brill Building Pop
La Brill Building Pop designa un corrent musical del començament dels anys 1960, gènere de pop heretat de l'estil Tin Pan Alley, del rhythm and blues i del rock and roll. Nombrosos equips d'autors compositors professionals treballaven a les oficines del Brill Building:
- en duo: Jerry Leiber & Mike Stoller, Doc Pomus & Mort Shuman, Barry & Greenwich, Mann & Weil, Bacharach & David, Sedaka & Greenfield, Goffin & King, Hugo & Luigi, Boyce & Hart…

- en solo: Anka, Sedaka, Croce, Pitney...

Les produccions eren més sofisticades que el rock and roll dels pioners, amb arranjaments de cordes, seccions d'orquestra... El gènere va sucumbir a l'arribada de la British invasion.

## Llista d'autors compositors
- Jerry Leiber
- Mike Stoller
- Doc Pomus
- Mort Shuman
- Gerry Goffin
- Carole King
- Ellie Greenwich
- Jeff Barry
- Barry Mann
- Cynthia Weil
- Burt Bacharach
- Hal David
- Neil Sedaka
- Howard Greenfield
- Hugo Peretti
- Luigi Creatore
- Tommy Boyce
- Bobby Hart
- Paul Anka
- Jim Croce
- Bobby Darin
- John Denver
- Neil Diamond
- Billy Joel
- Kris Kristofferson
- Joni Mitchell
- Carly Simon
- Paul Simon
- Phil Spector
- James Taylor
- Gene Pitney
- Artie Kornfeld

## Discogràfiques del 1619 de Broadway
- Postworks LLC
- Famous Music
- Coed records, Inc.
- Mills Music
- Southern Music
- TM Music

## Discogràfiques del 1650 de Broadway
- Aldon Music
- Bell Records, Inc.
- Buddah Records, Inc.
- Gamble Records, Inc.
- Scepter/Wand Records
- Web IV Music, Inc.